# Phthiria conocephala
Phthiria conocephala är en tvåvingeart som beskrevs av Hesse 1975. Phthiria conocephala ingår i släktet Phthiria och familjen svävflugor. Inga underarter finns listade i Catalogue of Life.